# Casa Grande Stone Church
Le Casa Grande Stone Church est une église américaine à Casa Grande, dans le comté de Pinal, en Arizona. Livré fin 1927, cet édifice construit dans le style Pueblo Revival est inscrit au Registre national des lieux historiques depuis le 15 juin 1978.